# 埃洛薩
07°03′35″N 69°29′48″W / 7.05972°N 69.49667°W
埃洛薩（西班牙語：Elorza），是委內瑞拉的城鎮，位於該國西南部阿普雷州，是羅慕洛加耶戈斯市的首府，毗鄰哥倫比亞邊境，始建於1774年，海拔高度45米，2012年人口26,800。